# Desfilada a la Plaça Roja del 7 de novembre de 1941
La Desfilada a la Plaça Roja el 7 de novembre de 1941 va ser una desfilada militar en commemoració del 24è aniversari de la Revolució d'Octubre de 1917. Va celebrar-se durant la batalla de Moscou, quan la línia del front només es trobava a dotzenes de quilòmetres de la ciutat. Aquesta desfilada va tenir el seu efecte en el curs dels esdeveniments que seguiren, car va ser molt important per elevar la moral de l'Exèrcit Roig i de la ciutadania del país, en mostrar al món que Moscou no renunciava a les seves celebracions tradicionals. Moltes unitats militars que participaren en la desfilada van anar directament al front tot just acabada la parada.

## Els preparatius de la desfilada
L'aniversari de la Revolució d'octubre a Moscou va arribar quan la ciutat es trobava en estat de setge, amb l'evacuació de la ciutat iniciada el 16 d'octubre i començaven a construir-se fortificacions al carrer, alimentant els rumors que tant Stalin com els membres del Politburó havien abandonat la ciutat. A més, els alemanys capturats es mofaven dels seus guardians dient-los que la Wehrmacht desfilaria per la Plaça Roja el 7 de novembre, com havia afirmat Hitler. Per tal de dissipar els rumors i per mantenir alta la moral del país, Stalin convocà al comandant del Districte Militar de Moscou, general Artémiev, i el comandant de la Força Aèria, general Jígarev, perquè comencessin a preparar la desfilada en un secret absolut. Malgrat l'estorament i les objeccions presentades pels seus generals, que al·legaven que seria una desfilada deslluïda car tot el material es trobava al front, a més que els alemanys podrien bombardejar-los, Stalin els plantejà si eren conscients del seu significat polític en un moment com aquell. A més, el general Júkov afirmà que era poc probable que els alemanys llancessin una ofensiva terrestre a curt termini, car s'estaven reagrupant després de les greus pèrdues patides durant l'octubre.
Artémiev aconseguí reunir fins a 28.000 homes, fent servir cadets, tropes d'infanteria, veterans de la Revolució i soldats de la divisió Dzerkinski, juntament amb dos regiments d'artilleria i dos batallons de carros. El 30 d'octubre, Artémiev es reuní amb Stalin per demanar-li a quina hora voldria que comencés la desfilada, i aquest li digué "que ningú no ho sàpiga fins al darrer minut i ni tan sols m'ho digui a mi fins a la cerimònia del 6 de novembre.
El dia anterior a la desfilada, 6 de novembre, es realitzà una festa al Consell de la Ciutat de Moscou, però que no es realitzà al teatre Bolxoi, sinó que es realitzà a l'andana de l'estació del metro Maiakovskaia, sota el carrer Gorki, car era la situada a més profunditat de tota la xarxa, a més de ser la més luxosa de tot Moscou. A l'andana es van disposar unes cadires, taules parades amb aperitius i begudes, una tribuna portada especialment des del teatre Bolxoi situada sobre una escala mecànica. Escortats per caces, tres dels millors cantants del Bolxoi (Kozlovski, Reizen i Bàrsova) van ser traslladats a Moscou des dels llocs on havien estat evacuats, sense que se'ls informés del motiu del viatge. A les set de la tarda arribà un tren especial, del qual el primer a baixar va ser Stalin, seguit de membres del Politburó, del govern i de l'Ajuntament de Moscou.
Durant la trobada, Stalin es dirigí a l'audiència en un discurs transmès per ràdio a tot al país i distribuïts en forma de pamflet sobre les zones ocupades. El motiu principal esgrimit davant del fracàs en el primer període de la guerra va ser la mancança dels nostres tancs i de les nostres avions, dels quals disposem menys que els alemanys. Els nostres tancs tenen una qualitat superior a la dels alemanys. I els nostres tancs i la nostra artilleria han causat moltes baixes entre els nombrosos tancs alemanys. Però encara tenim molts menys tancs que ells. Aquest és el secret dels alemanys. En resum, el discurs de Stalin pot resumir-se en què la derrota de l'exèrcit alemany seria propera, car no podria fer front al potencial industrial soviètic, de la Gran Bretanya i els Estats Units, aliats soviètics en la lluita contra el Tercer Reich.
Després de la trobada, Stalin va anunciar als membres del Politburó que l'inici de la desfilada de les tropes per la Plaça Roja s'avançaria dues hores, realitzant-se a les vuit i no a les deu, com de costum; i ordenà a Artémiev que la desfilada no hauria d'interrompre's ni en el cas que es produís un atac alemany. A les 23:00 s'anuncià als comandants de les unitats que participarien en la desfilada; i es va informar als representants dels treballadors convidats a la Plaça Roja a les 5 del matí del mateix 7 de novembre.
Aquella nit, a la Plaça Roja hi havia una activitat frenètica, amb els bombers penjant pancartes i grans retrats de Lenin i Stalin a la façana dels grans magatzems GUM, es llançava sal sobre les llambordes de la plaça, molts dels soldats que hi participarien rebien uniformes i equipament nous i, per ordre de Stalin, es van descobrir i encendre les estrelles del Kremlin i es van retirar les lones que amagaven el Mausoleu de Lenin. A més, davant el temor que la Luftwaffe pogués llançar un atac sobre la zona amb els principals líders soviètics presents, els avions soviètics llançaren un bombardeig preventiu sobre els camps d'aviació alemanys. A més, els meteoròlegs van informar que pel 7 de novembre s'esperaven núvols baixos i nevades, la qual cosa va fer calmar la situació.

## La desfilada

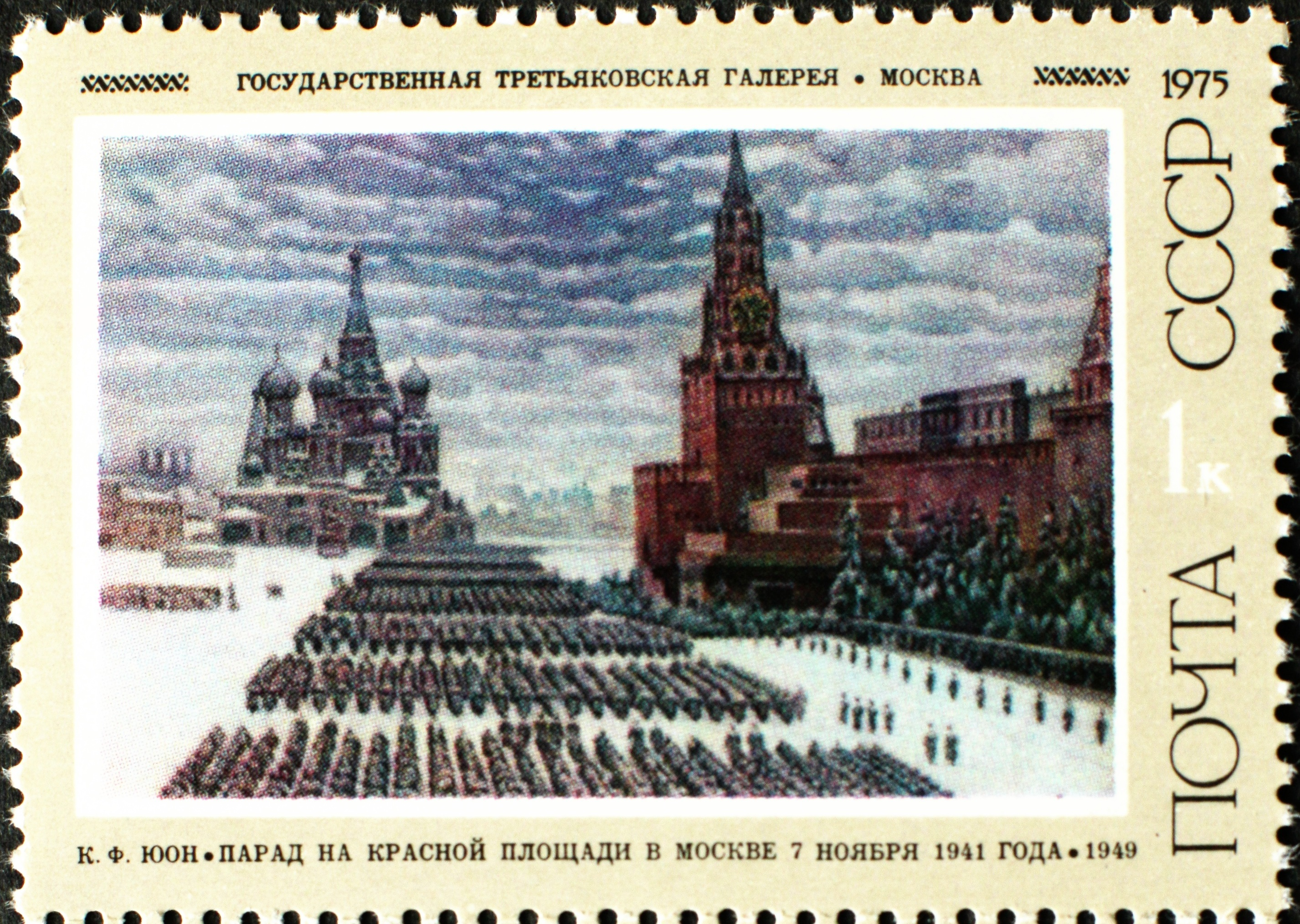
Segell commemoratiu soviètic de 1975

Cinc minuts abans de les vuit del matí, Stalin, seguit de Mólotov, Kaganòvitx, Mikoian, Pronin,  Ixtxerbakov i altres, van arribar al Mausoleu. En el moment que les campanes del Kremlin tocaven les vuit, el Mariscal Budionni sortí a cavall per la Porta de Spaski, i després de rebre novetats del general Artémiev i de passar revista a les tropes, es dirigí a la tribuna amb la resta de personalitats. A continuació, Stalin parlà:
| « | En uns pocs mesos, de mig any, de poc més d'un any, l'Alemanya Hitleriana s'ensorrarà sota el pes dels seus propis crims (…) El món sencer us contempla. Els pobles esclavitzats d'Europa us miren com als seus alliberadors… Sigueu dignes de la vostra missió!. La vostra és una guerra d'alliberament, una guerra justa! Que en ella us inspiri el valerós exemple dels nostres avantpassats, d'Alexandr Nevski, Dmitri Donskoi, Kuzma Minin, Dmitri Pojarski, Aleksandr Suvórov i Mikhaïl Kutúzov, els victoriosos generals de les primeres guerres russes contra l'enemic estranger | » |

A continuació, els canons del Kremlin dispararen una salva de salutació i la banda de música, dirigida per Vasili Agapkin, entonà La Internacional, iniciant-se la desfilada amb els cadets de l'Acadèmia d'Artilleria Krasin. A continuació desfilaren la divisió Dzejinski, la divisió OMSBON, destacaments d'obrers armats i membres de la milícia de voluntaris. Al seu darrere desfilaren unitats de cavalleria, unitats mòbils amb metralladores, en carros tirats per ponis, i al seu darrere la infanteria motoritzada, així com les unitats de morters, d'artilleria de campanya i antiaèria. Cap a les nou del matí van fer la seva entrada fins a 200 vehicles cuirassats, barrejant-se tanquetes sense gairebé cap capacitat ofensiva, T-34s i KV-1. També s'havia previst una exhibició aèria, amb 300 avions disposats a enlairar-se, però el mal temps la va fer impossible. Entre les unitats que participaren en la desfilada hi havia batallons de cadets de l'escola militar de la Policia, de l'Escola d'Artilleria, el 2n Regiment de la 2a Divisió d'Infanteria de Moscou, el 332è Regiment Cuirassat, la divisió de cavalleria Frunze, la divisió cuirassada Dzerjinski, un batalló especial de la junta militar MBO i MLO, un batalló d'ex-Guàrdies Rojos, dos batallons d'estudiants, dos regiments d'artilleria de la defensa de Moscou, i dos batallons cuirassats que aquell mateix matí havien arribat de Múrmansk i d'Arkhànguelsk.
Un cop finalitzada la desfilada, les unitats cuirassades i d'artilleria tornaren a les seves posicions al front.
Durant la desfilada es van prendre mesures de seguretat sense precedents: a tots els soldats que van participar en la desfilada, així com als tancs i a les peces d'artilleria, encara que se'ls envià al front a correcuita, se'ls requisà la munició. Els únics que portaven els seus projectils disposats eren les peces d'artilleria antiaèria, en previsió d'un atac alemany. Posteriorment, els soviètics afirmarien que 250 avions alemanys havien atacat la capital, dels quals 34 van ser abatuts als afores de Moscou, i sense que cap d'ells aconseguís arribar al centre de la capital

## La pel·lícula
A causa del secretisme imposat, ningú no va pensar a avisar els tècnics que filmarien la desfilada per al noticiari Moskinojronika. Els tècnics sempre arribaven dues hores abans d'iniciar-se la desfilada, és a dir, a les vuit del matí; però en aquesta ocasió es trobaren que les tropes ja estaven formades a la plaça i Stalin ja es trobava present a la tribuna. Així doncs, els operadors van començar a rodar, però al no haver tingut temps d'instal·lar els equips de son, ho filmaren tot (inclòs el discurs de Stalin) sense veu. Quan el càmera en cap arribà a la Plaça Roja a les 10 es trobà que ja no hi quedava ningú. Llavors, va arribar el general de l'NKVD Nikolai Vlasik, informant-los el govern era conscient que no s'havia enregistrat el discurs a causa que l'NKVD no els havia advertit, i que Stalin estava d'acord a tornar-ho a filmar.
Així doncs, els tècnics van preparar una reproducció del mausoleu dins del Kremlin, on Stalin repetí el discurs. Però ningú no va pensar a llançar una mica de neu sobre les espatlles de Stalin ni que la temperatura era massa alta perquè sortís baf de la seva boca al parlar; motius pels quals començaren a sorgir rumors que Stalin no havia estat present a la desfilada.
La pel·lícula resultant, La derrota de les tropes feixistes alemanyes als afores de Moscou va estrenar-se el 23 de febrer de 1942 (Dia de l'Exèrcit Roig), arribant a rebre el Premi Oscar al millor documental el 1942.